# Kasper Asgreen
Kasper Asgreen (* 8. února 1995) je dánský silniční cyklista jezdící za UCI WorldTeam Soudal–Quick-Step.

## Hlavní výsledky
2014
Národní šampionát
5. místo časovka do 23 let
2016
Paříž–Arras Tour
 vítěz vrchařské soutěže
Národní šampionát
2. místo časovka do 23 let
3. místo časovka
3. místo GP Viborg
3. místo Tour de Berlin
Mistrovství světa
5. místo časovka do 23 let
2017
Mistrovství Evropy
 vítěz časovky do 23 let
Národní šampionát
 vítěz časovky do 23 let
2. místo časovka
vítěz GP Viborg
Tour de l'Avenir
vítěz 1. etapy
6. místo Duo Normand (s Niklasem Larsenem)
Mistrovství světa
7. místo časovka do 23 let
Tour des Fjords
7. místo celkově
2018
Mistrovství světa
 vítěz týmové časovky
Adriatica Ionica Race
vítěz 1. etapy (TTT)
Istrian Spring Trophy
2. místo celkově
vítěz 1. etapy
Národní šampionát
4. místo časovka
6. místo Trofeo Laigueglia
6. místo GP Herning
2019
Národní šampionát
 vítěz časovky
2. místo silniční závod
Deutschland Tour
vítěz 3. etapy
Mistrovství Evropy
 2. místo časovka
2. místo Kolem Flander
Tour of California
3. místo celkově
 vítěz bodovací soutěže
vítěz 2. etapy
6. místo GP Herning
2020
Národní šampionát
 vítěz silničního závodu
 vítěz časovky
vítěz Kuurne–Brusel–Kuurne
Mistrovství světa
6. místo časovka
9. místo Driedaagse Brugge–De Panne
2021
Národní šampionát
 vítěz časovky
vítěz Kolem Flander
vítěz E3 Saxo Bank Classic
Volta ao Algarve
3. místo celkově
vítěz 4. etapy (ITT)
Mistrovství světa
4. místo časovka
4. místo Druivenkoers Overijse
Olympijské hry
7. místo časovka
Mistrovství Evropy
7. místo časovka
2022
3. místo Strade Bianche
6. místo Amstel Gold Race
10. místo E3 Saxo Bank Classic
2023
Národní šampionát
 vítěz časovky
Tour de France
vítěz 18. etapy
Volta ao Algarve
 vítěz vrchařské soutěže
Čtyři dny v Dunkerku
2. místo celkově
Okolo Slovenska
6. místo celkově
vítěz 5. etapy
7. místo Kolem Flander
2024
Národní šampionát
2. místo časovka
2. místo silniční závod
6. místo Kolem Belgie

### Výsledky na Grand Tours
| Grand Tour      | 2018 | 2019 | 2020 | 2021 | 2022 | 2023 | 2024 | 2025 |
| --------------- | ---- | ---- | ---- | ---- | ---- | ---- | ---- | ---- |
| Giro d'Italia   | —    | —    | —    | —    | —    | —    | —    |      |
| Tour de France  | —    | 122  | 114  | 64   | DNF  | 87   | —    |      |
| Vuelta a España | 134  | —    | —    | —    | —    | —    | JS   |      |

### Výsledky na klasikách
| Monument                        | 2018 | 2019 | 2020      | 2021      | 2022 | 2023 | 2024 | 2025 |
| ------------------------------- | ---- | ---- | --------- | --------- | ---- | ---- | ---- | ---- |
| Milán – San Remo                | —    | —    | 72        | 99        | —    | 36   | 16   | —    |
| Kolem Flander                   | —    | 2    | 13        | 1         | 23   | 7    | 47   | —    |
| Paříž–Roubaix                   | —    | 50   | NS        | 66        | 44   | DNF  | 88   |      |
| Lutych–Bastogne–Lutych          | —    | —    | —         | —         | —    | —    | —    | —    |
| Giro di Lombardia               | DNF  | —    | —         | —         | —    | —    | —    | —    |
| Klasika                         | 2018 | 2019 | 2020      | 2021      | 2022 | 2023 | 2024 | 2025 |
| Omloop Het Nieuwsblad           | —    | —    | 35        | 49        | 76   | —    | DNF  | 40   |
| Kuurne–Brusel–Kuurne            | —    | 31   | 1         | 34        | 84   | —    | 88   | 90   |
| Strade Bianche                  | —    | —    | DNF       | 25        | 3    | —    | 40   | —    |
| E3 BinckBank Classic            | —    | 48   | NS        | 1         | 10   | 51   | 77   | —    |
| Gent–Wevelgem                   | —    | —    | 11        | —         | 32   | 93   | 54   | —    |
| Dwars door Vlaanderen           | —    | 143  | NS        | 30        | —    | —    | —    | —    |
| Amstel Gold Race                | —    | —    | NS        | —         | 6    | —    | —    |      |
| Grand Prix Cycliste de Québec   | —    | 27   | Nejelo se | Nejelo se | —    | —    | —    |      |
| Grand Prix Cycliste de Montréal | —    | 20   | Nejelo se | Nejelo se | —    | —    | —    |      |

| —   | Neúčastnil se |
| DNF | Nedokončil    |
| NS  | Nejelo se     |
| JS  | Jede se       |